# サンショクウミワシ
サンショクウミワシ（三色海鷲、学名:Haliaeetus vocifer）は、鳥綱タカ目タカ科に分類される鳥。

## 分布
アンゴラ、ウガンダ、エスワティニ、エチオピア、エリトリア、ガボン、ガーナ、カメルーン、ガンビア、ギニア、ギニアビサウ、ケニア、コートジボワール、コンゴ共和国、コンゴ民主共和国、ザンビア、シエラレオネ、ジンバブエ、スーダン、赤道ギニア、セネガル、ソマリア、タンザニア、チャド、中央アフリカ共和国、トーゴ、ナイジェリア、ナミビア、ニジェール、ブルキナファソ、ブルンジ、ベナン、ボツワナ、マラウイ、マリ共和国、南アフリカ共和国、南スーダン、モーリタニア、モザンビーク、リベリア、ルワンダ、レソト

## 形態
全長80cm。翼を広げると約2m。頭部から背面、頚部、胸部、尾羽は白、小雨覆や中雨覆、腹部や後肢は赤褐色、腰や大雨覆、風切羽の羽毛は黒く3色に分かれることが和名の由来。

## 生態

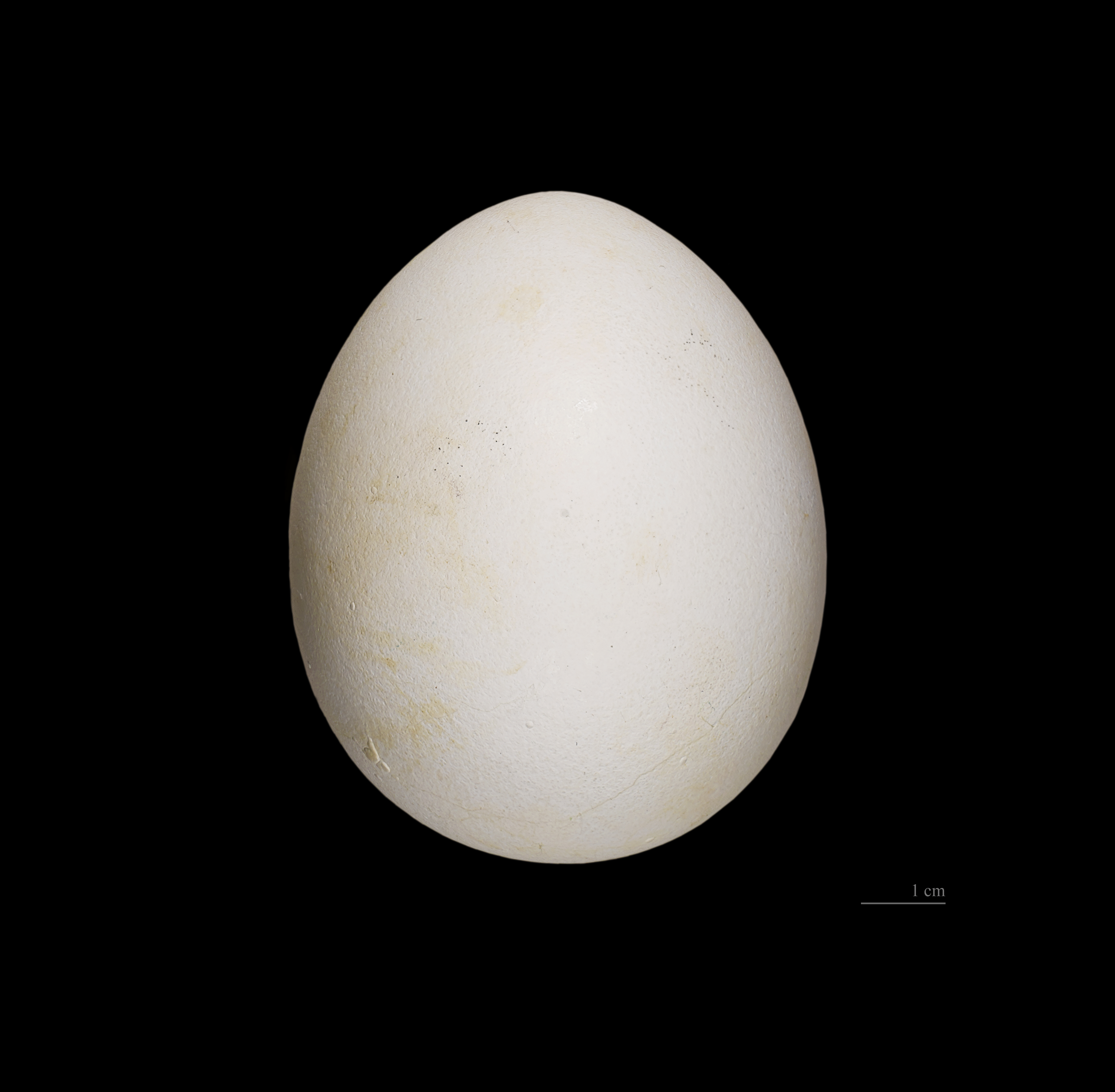
Haliaeetus vocifer

湖、池沼、湿地、海岸等に生息する。単独もしくはペアで生活する。
食性は動物食で、主に魚類を捕食するが、両生類、爬虫類、鳥類、哺乳類等も捕食する。飛翔しながら水面付近にいる魚類を探し、急降下して捕らえ、すぐに飛び立つ（時速100㎞ほどで、強靭な筋肉を持ち、急降下・急浮上を可能にしている）。通常は0.5kg程の魚類を捕らえるが、時に1kg以上の魚類を捕らえることもある。握力は約70㎏。また他の鳥類から獲物を横取りしたり、動物の死骸を食べることもある。
乾季に水辺の樹上に木の枝を組み合わせたお椀状の巣を作る。抱卵日数は42-45日。